# Neckera crispatula
Neckera crispatula là một loài rêu trong họ Neckeraceae. Loài này được (Hook.) Hook. mô tả khoa học đầu tiên năm 1819.